# 明智小五郎VS金田一耕助
『明智小五郎VS金田一耕助』(あけちこごろうぶいえすきんだいちこうすけ）は、テレビ朝日系列の2時間ドラマ「土曜ワイド劇場」（毎週土曜日21:00 - 22:51）の特別企画として2005年2月26日に放送された。主演は松岡昌宏と長瀬智也。
サブタイトルは『炎の不可能密室殺人』。
タイトルのとおり明智小五郎と金田一耕助が共演するクロスオーバー作品であるが、設定は現代にされており、ファッションも現代風にアレンジされている。ストーリーはオリジナルのものとなっているが、オマージュなども多く含まれている。

## 人物設定
現在に舞台を移したことで、設定が大きく変わっている。明智小五郎と金田一耕助の両方を目立たせるために、2人の関係を対極に置いている。

### 明智小五郎
原作の設定は、明智小五郎を参照。
- 大学教授。科学捜査を得意としており、心理学やプロファイリングも行っている。
- コバヤシという犬（原作の小林少年のオマージュ）を飼っている（金田一からは、コバヤシが名前のため、「明智コバヤシくん」と呼ばれている）。
- 自信家なところがあり、事件によっては警察などと対立したこともあるようで、一部の者からは煙たがられているが、警察の科学捜査官などへの顔は広い。
- 上流家庭の出で、金には困っていない様子である。
- 警察から依頼されることも多く、名の通った探偵とされている。

### 金田一耕助
原作の設定は、金田一耕助を参照。
- 原作に近い服装しており、現在では浮いた存在。
- 仕事は私立探偵をしているが、日常の仕事は 浮気調査など、現実世界の探偵に近い。
- 探偵はしているが、警察に名を知られている明智小五郎とは違い、ほとんど無名である（現代設定の作品がある明智と違い、初の現代の設定のためともとれる）。
- 無名のため、ほとんど依頼が来ることはなく、貧乏生活を送っており、風呂に入ることもほとんどない。
- あるアパートの二階の3号室に住んでいたが、家賃の未払いで追い出されてしまう。

## ストーリー
自殺をしようとする男を別の角度から止めようとする明智小五郎と金田一耕助。二人によって何とか、その自殺は阻止される。その頃、警視庁では、次長である三枝が殺されるという事件が起きていた。

## キャスト
- 明智小五郎 - 松岡昌宏
- 金田一耕助 - 長瀬智也
- 山下亮子 - 内山理名
- 佐々岡大作 - 平田満
- 三枝真理奈 - 堀北真希
- 手塚雪之 - 余貴美子
- 武藤明憲 - 石倉三郎
- 伊勢周子 - 岸田今日子
- 藤堂道隆 - 神山繁
- 島村奈美子 - 財前直見
- 徳島幸則 - 光石研
- 篠宮一朗 - 山下徹大
- 三枝総一郎 - 団時朗
- 井口雅史 - 菊地隆則
- 柏原 - 有薗芳記
- 吉本警視正 - 加藤満
- 野貴葵、酒井博史、森山貴文、浜田大介、西沢智治、俵田真一、江藤大我、小林あずさ、叶岡伸、伊藤昌一、関戸将志、内藤トモヤ、平井賢治、岡村洋一、津村和幸、荒川大三朗、村田洋、小久保丈二、児玉頼信、渡部大輔

## スタッフ
- 監督 - 猪崎宣昭
- 脚本 - 深沢正樹
- 音楽 - 遠藤浩二
- プロデュース - 松本基弘、内山聖子、伊藤由彦
- 製作 - テレビ朝日、国際放映